# Persecución a los maristas en Barcelona en 1936
La persecución a los maristas en Barcelona de 1936 se refiere a la represión política violenta que tuvo lugar en la zona republicana entre los meses de julio a octubre sufrida por los hermanos maristas en la ciudad de Barcelona y en Cataluña tras la sublevación que tuvo lugar en julio de 1936. La represión se manifestó en forma de chantajes, estafas, torturas, encarcelamientos y asesinatos y fueron sufridos por religiosos y seglares adscritos a la Congregación de los Hermanos Maristas. Durante la segunda mitad de 1936, un total de 172 maristas fueron asesinados por los comités autorizados por la Generalidad de Cataluña.

## Antecedentes
En julio de 1936, los maristas en la zona republicana de Cataluña gestionaban 32 colegios e incluían en su congregación a 309 religiosos y 230 seminaristas. Estaban dirigidos por el Superior Provincial, Mariano Alonso, que contaba con 54 años.
La sublevación militar que dio origen a la Guerra civil española tuvo lugar en Barcelona a través del alzamiento militar del 19 de julio. Desde varios cuarteles periféricos, las tropas insurgente se dirigieron, a primera hora de la mañana, hacia la plaza de Cataluña y a la Ciudad Vieja con el objeto de tomar los centros de comunicación telefónica y las emisoras de radio, así como para tomar los edificios oficiales, especialmente la Capitanía General. No obstante, los sublevados se vieron detenidos por las organizaciones sindicales y populares, mientras que la Guardia Civil y la Guardia de Asalto se declararon fieles a la Generalidad y al Gobierno del Frente Popular.
Derrotados los sublevados, los sindicatos se apoderaron de las armas almacenadas en los arsenales de los cuarteles de la Maestranza y del parque de artillería de San Andrés. 
Especialmente reforzados de estos hechos salieron las organizaciones anarquistas C.N.T. y F.A.I., que obtuvieron del presidente de la Generalidad, Lluís Companys, la constitución de un Comité Central de Milicias Antifascistas de Cataluña con el objeto de hacerse cargo del gobierno de Cataluña, tras el vacío de poder militar que se produjo con el fracaso de la sublevación, y de velar por la seguridad interior de Cataluña. En este último ámbito, fue nombrado Aurelio Fernández Sánchez, miembro de CNT-FAI, como máximo responsable del Departamento de Investigación. Tras ello, dio inicio una reorganización de la política de seguridad con el objetivo de establecer una policía secreta que colaborara con las Patrullas de Control en la represión de las actividades fascistas, en la vigilancia de fronteras y en el control del tráfico de mercaderías, bienes y, especialmente, de personas. Durante las aproximadamente nueve semanas que duró la actividad del Comité Central de Milicias Antifascistas, este organismo se erigió en símbolo del poder revolucionario en Cataluña, dirigiendo a centenares de comités locales semiautónomos y llevando a cabo una severa represión sobre aquellos considerados desafectos al proceso revolucionario que se desarrollaba en la zona republicana.
Por otro lado, existía el Comité de Investigación e Información de la CNT-FAI, formado por unos 40 hombres, dirigidos por Manuel Escorza del Val y dividido en dos secciones: espionaje en el extranjero, bajo la dirección de Josep Minué; e información en el interior, dirigido por el propio Manuel Escorza.

## Hechos

### Incautaciones
Todas las casas-colegio de la Institución fueron incautadas o incendiadas, como la conocida editorial Luis Vives, dedicada a la impresión de libros escolares. 
La casa-seminario de Santa María de Bellpuig de les Avellanes, en Lérida, fue incautada por miembros del comité de la población de Balaguer, dominado por el POUM. Sus habitantes quedaron sin hogar, teniendo que buscar refugio en pueblos vecinos y montes cercanos. 
También la casa seminario de Vich fue incautada, a pesar de que sus moradores exhibieron la bandera francesa por la nacionalidad de la Institución. Los profesores fueron obligados a abandonar la ciudad y los seminaristas no nacidos en Cataluña estuvieron recluidos bajo la vigilancia de los comisarios.

### Intentos de exilio
El clima durante las primeras semanas tras el fracaso del alzamiento en Barcelona se tornó extremadamente duro para los maristas, con detenciones y ejecuciones sumarias. La práctica totalidad de ellos se vio obligada a esconderse y refugiarse, mientras buscaban una forma de exiliarse al extranjero. Estaban apoyados por delegados de maristas no perseguidos, que se movían libremente por la Cataluña revolucionaria de 1936. El traslado de religiosos fuera del territorio catalán era complicado. Las ciudades de Cataluña estaban bajo control de las fuerzas revolucionarias de la Confederación Nacional del Trabajo y de la Federación Anarquista Ibérica a través de los comités locales, que ejercían una vigilancia severa. Era difícil obtener pasaportes y visados, especialmente si los destinatarios de los mismos eran religiosos o cercanos a alguna congregación. Se recurrió para la obtención de salvoconductos al consulado francés, por ser la Institución Marista de origen francés, así como a los consulados del Reino Unido, Italia y Alemania, con resultados infructuosos.
Los salvoconductos entregados por distintas instituciones fueron en muchas ocasiones inútiles para la protección de las personas perseguidas. Como ejemplo, Baudillo Nozal y Gerardo Vergara, enfermeros en el colegio-hospital de Lérida, recibieron un salvoconducto emitido por el propio hospital para trasladarse con sus familiares a Barcelona. La noche del 5 al 6 de septiembre fueron detenidos y ejecutados.

### Ejecuciones
Desde el fracaso de la sublevación militar, las detenciones y sumarias ejecuciones de maristas fueron constantes durante los primeros meses posteriores. A continuación se listan diversas ejecuciones que tuvieron lugar durante ese periodo.

#### Julio
El 23 de julio fueron detenidos y ejecutados o desaparecidos Andrés Pujolrás y Miguel Pou, de la comunidad de Sants. Ambos se encontraban refugiados en casa de una viuda vecina del colegio marista. Fueron denunciados por la portera de la casa, apresados y detenidos y llevados a las inmediaciones de la plaza de toros de Las Arenas, donde fueron ejecutados. Francisco Torrent, también miembro de esta comunidad, fue asesinado en Molins de Rey.
El 24 de julio, en Calella de Mar, Luis Torres y José Torres fueron acogidos por una familia local. Fueron detenidos y ejecutados y sus cuerpos abandonados al pie del faro.
Pedro Vidal y Bonifacio González, enfermeros, fueron detenidos en el internado de Lérida, transportados en un camión y, aún con sus batas de enfermeros, ejecutados en el Campo de Marte y arrojados a una fosa.
El 30 de julio, el panadero de Les Avellanes halló los cuerpos de Juan Peracaula y Félix Sáiz, asesinados en la cuneta de la carretera a las afueras de Balaguer. Ese mismo día eran detenidos en Barcelona Severino Ruiz y José Mulet y fueron asesinados en la carretera que conducía a Palma de Cervelló. Sus cuerpos fueron rociados con gasolina tras ello.

#### Agosto
El 7 de agosto se reconocieron en el Hospital Clínico de Barcelona los cadáveres de Pío Gallo, Marcelino Pedra, Máximo Aranda y Maximino Dronda.
El 8 de agosto fueron detenidos y asesinados José Vallbona y Teodoro Moleres. Se encontraban refugiados en casa de una familia frente al colegio en la calle del Temple, en Badalona. 
Abrahán Merino y Miguel Cases fueron encarcelados en la prisión de Lérida y asesinados ante las tapias del cementerio de la ciudad.
El 11 de agosto, Marcos Leyún, Julián Lisbona y Francisco Donazar fueron interrogados por milicianos sobre su identidad y su dedicación religiosa. Al día siguiente, fueron fusilados a catorce kilómetros de Estopiñán.
El 16 de agosto, Juan Guitart, natural de Torelló, director del colegio de Palafrugell, fue capturado camino de la frontera. Tras unos días de torturas, fue ejecutado en La Bisbal.
El 17 de agosto, a unos cinco kilómetros de Tarrasa, fue ejecutado Ramón Guix, trabajador de la Editorial Luis Vives, tras ser descubierto su refugio en casa de sus familiares.
El 26 de agosto fueron asesinados los dos encargados de la cocina de la casa-seminario de Santa María de Bellpuig de les Avellanes. Refugiados en el monte, bajaron a buscar comida al pueblo y fueron detenidos y fusilados por el comité local.
El 27 de agosto fue detenido Casimiro González, director de los seminaristas, y ejecutado en un lugar llamado Mas del Pastor.
El 31 de agosto, Jaime Utgés, natural de Torelló, se refugió en Barcelona en casa de su hermano, carnicero. Fue denunciado por una empleada del mismo, detenido y ejecutado por unos patrulleros. Su cuerpo fue arrojado a uno de los hornos de la fábrica de cemento de Montcada.

#### Septiembre
El 2 de septiembre fue asesinado Jesús Merino junto al cementerio de Balaguer.
El 3 de septiembre, Baldomero Baró, Juan Pastor, Lorenzo Gutiérrez e Hilario de Santiago, enfermos en el Dispensario de Balaguer, fueron sacados por el comité de Balaguer y ejecutados en los frontones del Convento de Santa María de Bellpuig de Avellanes.
El 12 de septiembre fueron ejecutados por el Comité de Salt Juan Ferrer y Jesús Goyena, apareciendo los cadáveres con evidentes marcas de maltrato. Al primero le fue roto el cráneo con un azadón y, al segundo, se le destrozaron las mandíbulas para extraerle unos dientes de oro.
El 17 de septiembre fue ejecutado Jaime Pi, director de uno de los colegios de Sabadell, tras ser capturado mientras se refugiaba en una pensión.

#### Octubre
El 5 de octubre fueron detenidos y posteriormente ejecutados Víctor Calzada, Máximo Esaín, Ángel Sagredo, Lucio Robredo y Fernando San Martín. Todos ellos iban a montar a un tren en una estación con destino a Barcelona, a pesar de contar con salvoconductos entregados por el Comité Central de Milicias Antifascistas.

### Extorsión, encarcelamiento y ejecución de 46 seminaristas

#### La oferta
Fernando Suñer, consejero y colaborador del Superior Provincial, natural de Tayala, fue detenido por el Comité de San Martín de Provensals y encarcelado en Barcelona. Antonio Ordaz, uno de los jefes del comité, y Aurelio Fernández Sánchez, averiguaron la relevancia de Fernando Suñer dentro de la Institución Marista. El día 20 de septiembre, Suñer fue llevado frente al Departamento de Investigación y Patrullas, dirigido por Manuel Escorza. En dicho encuentro, se propuso a Suñer que escribiera una carta a sus superiores invitándoles a entrar en conversaciones con el Departamento de Investigación para intentar negociar una solución a la persecución que sufrían los maristas, haciendo ver en la carta que los comités tenían intención de detenerla.
Tuvo lugar una reunión en el café-bar Tostadero, en Barcelona, en la que representantes de los maristas acordaron el pago de 200.000 francos a cambio de que se permitiera el exilio a los seminaristas y maristas que lo desearan. La oferta fue aceptada por los comités involucrados y la mitad del dinero fue entregado por Alexis Pierre Frily, encargado de las finanzas maristas en España, prometiéndose el pago del resto al finalizar el exilio de los maristas. 

#### Primera expedición
Los delegados de los maristas lograron hacer llegar la noticia a los miembros de la Institución que se encontraban ocultos o refugiados por toda la geografía catalana, también incluso más al sur, en Valencia, Alicante y Murcia. Una primera expedición en autobuses de 117 maristas cruzó la frontera con Francia, quedando otros 17 sin poder hacerlo por diversos motivos, como su profesión o su incapacidad de demostrar su condición de miembro de la congregación. A todos los menores se les permitió el paso por los comités y los guardias fronterizos franceses.

#### Saqueo y encarcelamiento de la segunda expedición
La segunda expedición se pretendía que se realizase el 8 de octubre desde el puerto de Barcelona en un barco francés rumbo a Marsella . Durante el procedimiento de embarque de los maristas, se les sustrajo cualquier objeto de valor que llevaban consigo. Todos aquellos que acudieron al embarque fueron encerrados en el barco y se prohibió la salida del mismo. Un total de 107 maristas quedaron recluidos, a la espera de la entrega de los 100.000 francos restantes, que debían ser recogidos en Francia por Émile Aragou y traídos a España en un avión desde Marsella. Una vez los comités tuvieron noticia de que el dinero se encontraba de camino a Barcelona, los maristas fueron desembarcados y llevados a la fuerza en autobús al Convento de San Elías y encarcelados. Una vez llegado el avión a Barcelona con los 100.000 francos restantes, el comité dirigido por Manuel Escorza incuató el dinero traído por Émile Aragou, toda su documentación y salvoconductos y fue retenido en el calabozo del Centro de las Juventudes Libertarias, para ser posteriormente llevado a la cárcel Modelo de Barcelona, tras la intervención del consulado francés. Fue finalmente liberado a principios de 1937, dado que ningún delito se le pudo imputar por su condición de ciudadano francés.

#### Ejecución de maristas
Los maristas fueron llevados al Convento de San Elías, en Barcelona, convertido en cuartel de las Patrullas de Control, los dividieron en tres grupos, fueron encerrados y se les sustrajo la documentación a todos ellos. 
La noche del 8 de octubre, los patrulleros sacaron a cuarenta y seis maristas. Cuarenta y cuatro fueron llevados en vehículos en dirección a Montcada. En el cementerio de Montcada, se les obligó a bajar de los vehículos, caminaron hasta las paredes del recinto y fueron ejecutados. Sus cadáveres fueron cargados en un camión e incinerados en la fábrica de cemento de Montcada. Paralelamente, Victoriano Gómez y Fernando Suñer fueron ejecutados en el cementerio de les Corts de Barcelona. También fueron ejecutados esa noche aquellos que participaron en las negociaciones con los comités: Trifón Lacunza, Lucio Izquierdo y el Superior Provincial de la congregación.
Entre los encarcelados no ejecutados aquella primera noche se encontraba Pedro Soler, hermano de un teniente de los Mozos de Escuadra, Esteve Soler, que pensaba que su hermano había logrado exiliarse y que se encontraba en alta mar rumbo a Francia. Un patrullero, que se encontraba en el Convento de San Elías, Vicenç Subirats, conocía personalmente a ambos y advirtió en secreto a Esteve Soler de que su hermano se encontraba encarcelado y que estaba prevista su ejecución en las siguientes horas. El teniente Soler obtuvo del Departamento de Autorizaciones y Pasaportes un documento firmado que ordenaba la liberación de su hermano. De esta manera, Pedro Soler fue liberado y se mantuvo oculto en las dependencias de la Generalidad hasta el 3 de mayo de 1937.

#### Intervención de Lluís Companys y puesta a disposición judicial
El teniente coronel de los Mozos de Escuadra, superior de Esteve Soler, enterado de la circunstancia en que se encontraban los maristas, concertó una reunión entre los consejeros Josep Tarradellas, Ventura Gassol y Artemi Aiguadé. El presidente, Lluís Companys, enterado del asunto, ordenó el traslado de los maristas al Palacio de Justicia, donde continuaron encarcelados en sus calabozos. El Juzgado de Instrucción n.º 3 y el n.º 16, nombrados al efecto por el juez especial, se encargaron de tomar declaración a todos los maristas, decretándose posteriormente su detención.

#### Condena por deserción e imputación de rebelión militar
A los comprendidos entre 18 y 40 años se les imputó un delito de deserción según el decreto aprobado unos días antes, con fecha 4 de octubre. En cuanto al resto, se decretó para ellos prisión provisional por un delito de rebelión militar. El entonces portavoz del gobierno de la Generalidad, Josep Tarradellas, anunció el 10 de octubre de 1936 que habían sido encarcelados 62 religiosos que iban a embarcar hacia el exilio, sin hacer mención alguna a los 46 maristas asesinados en la noche del día anterior. En total, 62 maristas quedaron recluidos en la cárcel Modelo de Barcelona.

#### Soborno a autoridades judiciales y liberación de maristas
Distintos abogados y consulados se movilizaron en Barcelona para lograr evitar la condena a muerte de los encarcelados e intentar que finalmente fueran liberados. Entre las numerosas gestiones que se trataron de hacer para mediar por la libertad de los 62 maristas encarcelados, que se encontraban en grave riesgo de condena de muerte, destaca el pacto alcanzado en Perpiñán entre Émile Aragou y Agustín Juandó, a la sazón secretario judicial de la Audiencia Provincial de Barcelona, por el cual se entregaron 60.000 francos con el objeto de retrasar la causa contra los maristas y procurar la discreta liberación de todos ellos.  
Finalmente, el 3 de julio de 1937 se sobresee la causa y son liberados todos los encarcelados. 

## Apoyo a los perseguidos
Los delegados de la Institución se esforzaron durante los meses posteriores a la sublevación militar para lograr que el gobierno regional catalán emitiese documentación que garantizase la seguridad de los maristas y afines que aún gozaban de libertad. El gobierno catalán expidió centenares de visados y salvoconductos, favoreciendo a personas influyentes, individuos con afinidades políticas y miembros de la jerarquía eclesiástica. 
Francesc Millet, dirigente del partido Estat Català, sirvió como interlocutor para mediar ante los comités y el gobierno catalán y proteger a los maristas.
Por los puertos de Barcelona y Tarragona partieron diversos barcos con exiliados, muchos de ellos barcos de bandera alemana e italiana y, en menor medida, francesa. Los visados fueron emitidos por diversos consulados y embajadas en Madrid.

## Consecuencias
La intervención de Lluís Companys evitando la ejecución de los sesenta y dos maristas encarcelados fue un síntoma del fortalecimiento del poder de la Generalidad de Cataluña frente a la C.N.T. y la F.A.I.. El día 1 de octubre ya se había disuelto el Comité Central de Milicias Antifascistas y se creó la Junta de Seguridad Interior de Cataluña.